# St. George Records
St. George Records war – nach dem Label Barrelhouse, das er von 1969 bis etwa 1980 betrieben hatte – ein weiteres, 1983 von George Paulus gegründetes Blues- und Rockabilly-Musiklabel.
Das Label startete zunächst mit Wiederveröffentlichungen von Aufnahmen aus den 1940er und 1950er Jahren, beispielsweise von Little Walter, Jimmy Rogers, Sleepy John Estes. Seit den 1990er Jahren werden jedoch ausschließlich Neu-Aufnahmen von Künstlern wie Andre Williams, Warren Storm, Sonny Burgess, Charles 'Delta Blues Hog' Hayes und Hayden Thompson herausgebracht.